# 補任状
補任状（ぶにんじょう）とは、特定の個人を官職・位階・諸職に補任する際に任命権者側から発給された文書の総称。
律令制においては補任の際には位階は位記授与、官職は宣旨による告示とそれに付随する儀式が行われ、特定個人への文書が発給される例はほとんど知られていない。だが、平安時代中期以後に律令制の手続が弛緩すると、補任状の発給によって補任とする例が現れる。朝廷による補任は重要なものは位記・宣旨によって行われたが一般的には口宣案によって行われた。また、権門による自己の諸職の補任が行われる場合にも補任状をもって行われるようになった。
補任状と言っても特定の書式が存在する訳ではなく、書出もしくは文中に「補任」の文言が含まれて補任のための文書と明確であるものを指しており、宣旨・下文・御教書など様々な書式によって行われている。また、時代によっても変化があり、鎌倉幕府・室町幕府では将軍家もしくは政所の下文が補任状であったが、守護大名・戦国大名そして江戸幕府では判物・朱印状・黒印状などによって行われている。室町幕府の五山以下の住持の補任には公帖（公文）と呼ばれる形式の文書が出され、更に有力な僧侶が実際には居住していない遠方の寺院の住持を兼ねる場合には「坐公文」（いなりのくもん）と呼ばれる特殊な補任状も出されている。その他、安堵状・充行状の形式の補任状も存在した。